# Быковичи (Брянская область)
Быковичи — село в Жуковском районе Брянской области, в составе Крыжинского сельского поселения. 
 Расположено в 6 км к западу от села Крыжино. Население — 333 человека (2010).
Имеется отделение почтовой связи, сельский Дом культуры, библиотека.

## История
Возникло не позднее XVI века; впервые упоминается в 1615 году как существующее село. Храм Афанасия и Кирилла сгорел в Смутное время, к середине XVII века был возобновлён; в 1842 году заменён храмом Успения Богородицы (не сохранился). В XVII веке — владение Саловцовых, Тюпиных; в XVIII веке — Вепрейских, в XIX веке — Бухмейера, Головина, Алымова, Киприянова.
В XVII—XVIII вв. село входило в состав Подгородного стана Брянского уезда; с 1861 по 1924 год в Княвицкой волости Брянского (с 1921 — Бежицкого) уезда. С середины XIX до начала XX века в селе работал кожевенный завод. В 1895 году была открыта церковно-приходская школа.

В 1924—1929 гг. село Быковичи входило в Овстугскую волость, в 1929—1932 и 1939—1957 гг. — в Жирятинский район; в 1932—1939 и с 1957 года до настоящего времени — в Жуковском районе. До 2005 года являлось центром Быковичского сельсовета.
В 1917 году в селе Быковичи местный житель Егор Узорчиков, недовольный местными властями и экономической ситуацией, попытался поджечь село в условиях революционных событий и социальной напряженности. Жители быстро отреагировали и предотвратили распространение огня. Инцидент привлек внимание властей и завершился арестом Узорчикова, который был осужден за свою попытку дестабилизации обстановки.
| Годы      | 1866 | 1878 | 1926 | 1979 | 1989 | 1999 | 2002 | 2010 |
| --------- | ---- | ---- | ---- | ---- | ---- | ---- | ---- | ---- |
| Население | 218  | 270  | 303  | 153  | 238  | 388  | 369  | 333  |